# Fusible rearmable PTC

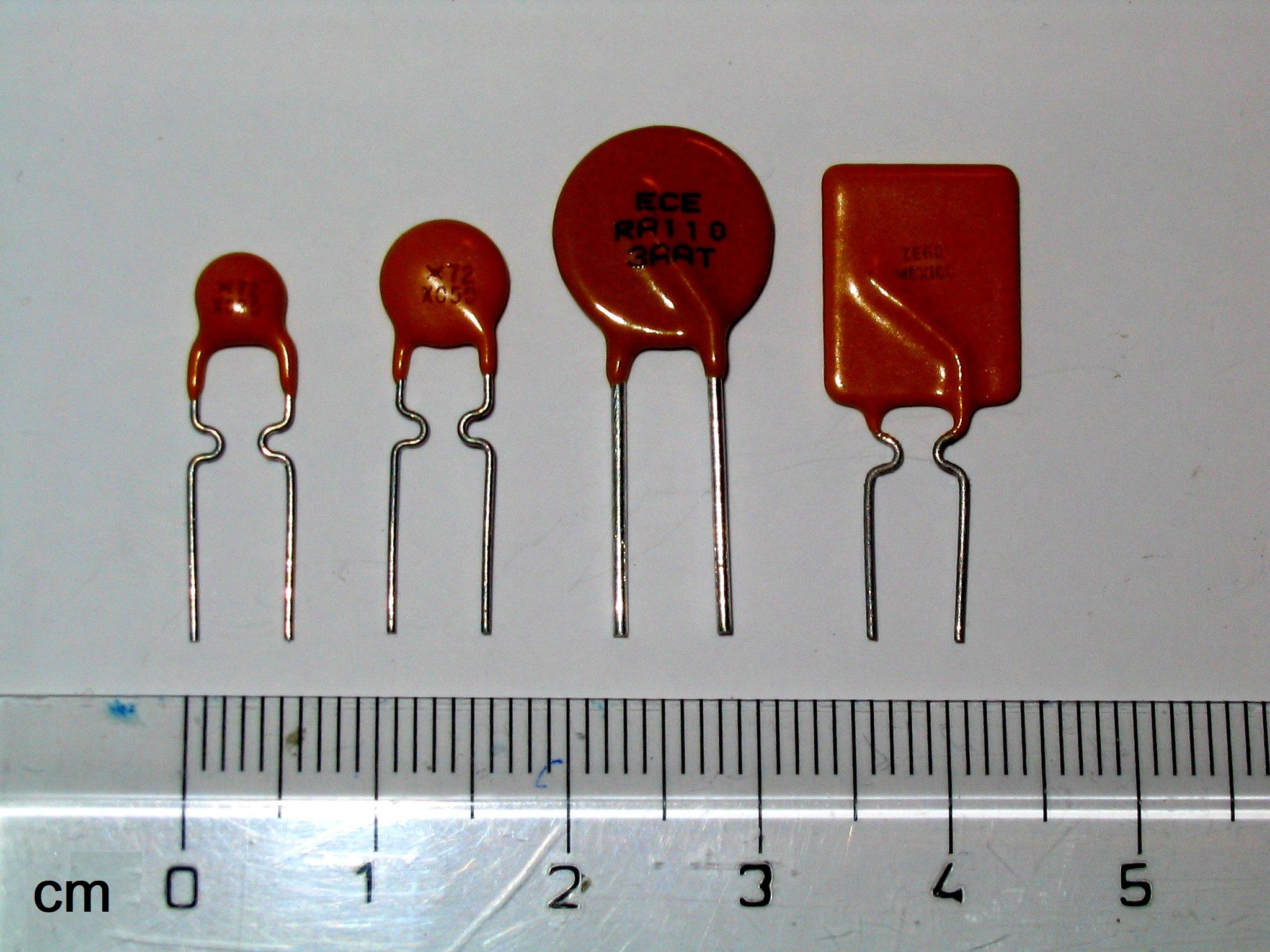
Exemples de fusibles rearmables

Símbol electrònic

Fusible rearmable PTC (PTC fuse de l'anglès fusible de coeficient positiu) és un component electrònic passiu emprat com a protector de defectes de sobrecorrents en circuits electrònics. Aquests dispositius foren inventats per Gerald Pearson als laboratoris Bell el 1939.

## Operació

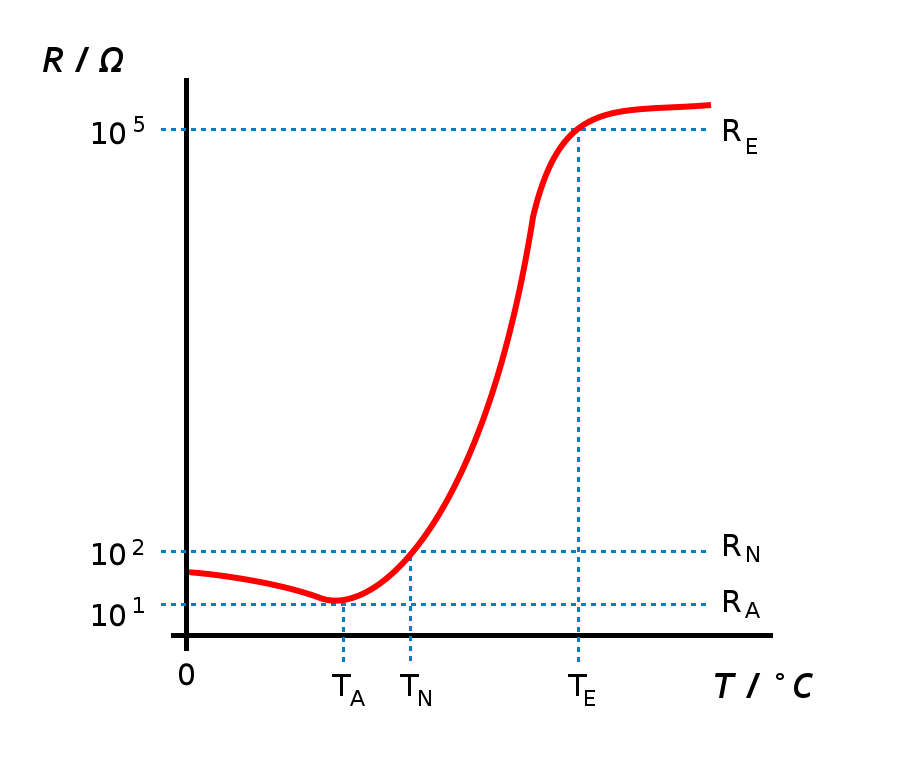
Corba de la resistència en funció de la temperatura

Una PTC és un material polímer no conductor, orgànic i cristal·lí, carregat amb partícules de negre de carbó per a fer-lo conductor de l'electricitat. Quan està fred, el polímer està en estat cristal·lí, on les partícules de carbó formen camins de conducció elèctrica. Quan el dispositiu s'escalfa, el polímer s'expandeix esdevenint un estat de sòlid amorf, separant les partícules de carbó, tot trencant els camins conductors. Vegeu la figura de la corba de la resistència.

## Aplicacions
Les utilitats més destacades:
- Protecció de fonts d'alimentació.
- Protecció d'altaveus d'àudio.
- Protecció de motors.

## Principals fabricants
Es poden esmentar a 19/01/2017:
- Epcos/TDK
- Murata
- Bourns
- TE
- Vishay
- Fuzetec
- Walsin Arxivat 2017-02-02 a Wayback Machine.